# Campeonato Sul-Americano de Atletismo de 1924
O Campeonato Sul-Americano de Atletismo de 1924 foi organizado pela CONSUDATLE na cidade de Buenos Aires, na Argentina. Foram disputadas 23 provas com a presença de três nacionalidades.

## Medalhistas

### Masculino
| Evento                  | Ouro                           | Ouro    | Prata                           | Prata   | Bronze                          | Bronze  |
| ----------------------- | ------------------------------ | ------- | ------------------------------- | ------- | ------------------------------- | ------- |
| 100 metros              | Miguel Enrico · Argentina      | 10.9    | Augusto de Negri · Argentina    |         | Luis Miguel · Chile             |         |
| 200 metros              | Félix Escobar · Argentina      | 22.1    | Luis Miguel · Chile             |         | Roberto García · Argentina      |         |
| 400 metros              | Félix Escobar · Argentina      | 49.4    | Francisco Dova · Argentina      | 49.4    | Federico Brewster · Argentina   |         |
| 800 metros              | Francisco Dova · Argentina     | 2:02.9  | Alfredo Iglesias · Uruguai      |         |                                 |         |
| 1 500 metros            | Víctor Moreno · Chile          | 4:11.9  | Luis Decouvieres · Chile        | 4:13.0  | Juan Baeza · Chile              |         |
| 3 000 metros            | Manuel Plaza · Chile           | 8:56.3  |                                 |         |                                 |         |
| 3 000 metros por equipe | Chile                          |         |                                 |         |                                 |         |
| 5 000 metros            | Manuel Plaza · Chile           | 15:37.2 | Juan Baeza · Chile              |         | Luis Celis · Chile              |         |
| 10 000 metros           | Manuel Plaza · Chile           | 32:19.8 | Juan Bravo · Chile              | 33:04.5 | Luis Celis · Chile              | 33:12.8 |
| 110 metros barreiras    | Guillermo Newbery · Argentina  | 15.8    | Otto Dietsch · Argentina        |         | Leandro Gómez · Uruguai         |         |
| 400 metros barreiras    | Humberto Lara · Chile          | 56.2    | Enrique Thompson · Argentina    |         | Carlos Müller · Chile           |         |
| 4×100 metros estafetas  | Argentina                      | 42.9    | Uruguai                         |         | Chile                           |         |
| 4×400 metros estafetas  | Argentina                      | 3:23.4  | Chile                           |         | Uruguai                         |         |
| Salto em altura         | Valerio Vallanía · Argentina   | 1.80    | Hernán Orrego · Chile           | 1.75    | Carlos Fernández · Uruguai      | 1.70    |
| Salto à vara            | Jorge Haeberli · Argentina     | 3.60    | Ernesto Goycolea · Chile        | 3.50    | Roberto Holm · Argentina        | 3.50    |
| Salto em comprimento    | Ramiro García · Chile          | 6.63    | Luis Brunetto · Argentina       | 6.63    | Juan Felitto · Uruguai          | 6.41    |
| Salto triplo            | Luis Brunetto · Argentina      | 14.64   | Alfredo Miserere · Argentina    | 13.72   | Ángel Colombo · Uruguai         | 13.55   |
| Arremesso de peso       | Domingo Minetti · Argentina    | 12.74   | Benjamín Acevedo · Chile        | 12.49   | Jorge Llobet Cullen · Argentina | 12.46   |
| Lançamento de disco     | David Martín Estévez · Uruguai | 38.34   | Héctor Benapres · Chile         | 37.81   | Jorge Llobet Cullen · Argentina | 36.83   |
| Lançamento do martelo   | Alfredo Wismer · Argentina     | 41.61   | Jorge Llobet Cullen · Argentina | 40.39   | Luis Romana · Argentina         | 39.50   |
| Lançamento do dardo     | Arturo Medina · Chile          | 53.70   | José Jiménez · Argentina        | 50.18   | Guillermo Newbery · Argentina   | 48.45   |
| Decatlo                 | Enrique Thompson · Argentina   | 5876.67 | Guillermo Newbery · Argentina   | 5851.7  | Benjamín Acevedo · Chile        |         |
| Corta-Mato              | Manuel Plaza · Chile           | 58:17.3 | Juan Baeza · Chile              |         | Víctor Moreno · Chile           |         |

## Quadro de medalhas
| Ordem | País      | Medalha de ouro | Medalha de prata | Medalha de bronze | Total |
| ----- | --------- | --------------- | ---------------- | ----------------- | ----- |
| 1     | Argentina | 13              | 9                | 7                 | 29    |
| 2     | Chile     | 9               | 10               | 8                 | 27    |
| 3     | Uruguai   | 1               | 2                | 5                 | 8     |

Legenda
| Recorde mundial       | Recorde mundial (World record)               |                       | Recorde africano                      | Recorde africano (African) |                                           | Q | Classificado por posição (Qualified) |
| Recorde do campeonato | Recorde do campeonato (Championship record)  | Recorde da América    | Recorde da América (Americas)         | q                          | Classificado por melhor tempo (Qualified) |   |                                      |
| Melhor marca do ano   | Melhor marca do ano (World leading)          | Recorde asiático      | Recorde asiático (Asian)              | DNS                        | Não largou (Did not start)                |   |                                      |
| Recorde nacional      | Recorde nacional (National record)           | Recorde europeu       | Recorde europeu (European)            | DNF                        | Não terminou (Did not finish)             |   |                                      |
| Recorde pessoal       | Recorde pessoal do atleta (Personal best)    | Recorde da Oceania    | Recorde da Oceania (Oceania)          | DSQ / DQ                   | Desclassificado (Disqualified)            |   |                                      |
| Recorde da temporada  | Recorde da temporada do atleta (Season best) | Recorde sul-americano | Recorde sul-americano (South America) | NM                         | Sem marca (No mark)                       |   |                                      |